# Carlo Bourlet
Carlo Bourlet (1866 – 1913) byl francouzský esperantista, matematik, doktor věd, vědec a vynálezce.
Bourlet přispěl k přijetí esperanta francouzským Touring klubem, na Sorbonně a u světové vydavatelské firmy Hachette. Založil časopis La Revuo, který řídil s velkou péčí, a který se stal nejobsáhlejším esperantským časopisem. Napsal dílo Babilado, ve kterém pojednával o aktuálních otázkách hnutí. Byl také vynikajícím řečníkem.